# No entiendo
"No Entiendo" é uma canção da cantora e compositora mexicana, Belinda, lançada como quinto single de seu álbum de estréia de mesmo nome. O videoclipe da música foi filmado em novembro de 2004

## Informações
A canção foi escrita por Daniel Gibson, adaptado por Belinda, e co-adaptado e produzido por Mauri Stern. Trata-se de uma versão em espanhol da música "I Don't Understand You", da banda K-ótica.
De acordo em uma entrevista, a dupla espanhola estavam realizando um show no México, no Festival de Acapulco , em março de 2004, onde se encontram com Belinda. De lá, seguiu a ideia de gravar um dueto. Ela foi feita em maio do mesmo ano, nos estúdios da Cidade do México.

## Lista de faixas
| Download digital |               |                                     |         |  |
| N.º              | Título        | Compositor(es)                      | Duração |  |
| 1.               | "No Entiendo" | Belinda, Daniel Gibson, Mauri Stern | 4:04    |  |